# Gnomidolon suturale
Gnomidolon suturale es una especie de escarabajo longicornio del género Gnomidolon, categorizada en la tribu Hexoplonini, de la subfamilia Cerambycinae. Fue descrita por White en 1855.

## Descripción
Mide 13-15,5 mm de longitud.

## Distribución
Se distribuye por Colombia, Panamá y Venezuela.